# WECT TV6 Tower
WECT TV6 Tower är ett 609,6 meter (2000 ft) hög radiomast använd som en antenn för FM- and TV-sändningar. Den byggdes år 1969 och finns i Colly Township, North Carolina, USA. WECT TV6 Tower, tillsammans med många andra master, den sjunde högsta byggnaden man någonsin byggt; den är inte bara högsta byggnaden i North Carolina, uten också den högsta i USA, öster om Mississippifloden. 